# HD93731
HD93731 — хімічно пекулярна зоря спектрального класу A2, що має видиму зоряну величину в смузі V приблизно  6,9.
Вона  розташована на відстані близько 449,3 світлових років від Сонця.